# Libania Grenot
Libania Grenot Martínez (Santiago di Cuba, 12 luglio 1983) è un'ex velocista italiana di origine cubana, primatista nazionale dei 200 e dei 400 metri piani.
In carriera si è laureata per due volte campionessa europea dei 400 metri piani (Zurigo 2014 e Amsterdam 2016). Può inoltre vantare due medaglie di bronzo vinte agli europei, nei 400 m piani e nella staffetta 4×400 metri (Barcellona 2010), due ori ai Giochi del Mediterraneo (2009 e 2018) e 1 oro ai Mondiali militari (2009). Ha conquistato 6 titoli nazionali italiani assoluti, di cui 5 nei 400 m piani (2009, 2010, 2014, 2015, 2016) ed 1 nei 200 m piani (2012).

## Biografia

### L'esordio e gli anni di carriera a Cuba
Ha iniziato a praticare l'atletica leggera nella sua nazione di nascita, Cuba (figlia di Francisco Grenot sindacalista e Olga Martínez giornalista), all'età di 9 anni nel 1992.
Cubana di nascita, con l'hobby della musica, Libania Grenot partecipa nel 1999, con la maglia della sua nazione d'origine, ai campionati mondiali allievi di Bydgoszcz, ottenendo un quinto posto sui 400 metri piani e invece non gareggiando nella staffetta svedese pur essendo tra le partecipanti.
La prima medaglia a livello seniores la vince nel 2001 quando a L'Avana diventa vicecampionessa nazionale cubana sui 400 m e poi fa il suo esordio in una manifestazione internazionale seniores: i Mondiali in Canada ad Edmonton dove esce in batteria con la staffetta 4x400 m.
Tra il 2002 e il 2003 vince la medaglia di bronzo e il primo titolo cubano ai Campionati nazionali sui 400 m, entrambe le volte sui 400 m; sempre nel 2003 giunge quarta ai Giochi panamericani svoltisi a Santo Domingo capitale della Repubblica Dominicana e quinta con la 4x400 m.
Ancora da cubana nel 2005 conquista il suo secondo titolo nazionale sui 400 m, poi ottiene due medaglie di bronzo (400 e 4x400 m) ai Campionati CAC tenutisi a Nassau capitale delle Bahamas. Inoltre prende parte ai Mondiali di Helsinki, non andando oltre le batterie di qualificazione dei 400 m.

### Il matrimonio e il trasferimento in Italia
Si sposa nel 2006 e si trasferisce a Roma, interrompendo momentaneamente la carriera agonistica.
Nell'aprile del 2008, in seguito al matrimonio, ottiene la cittadinanza italiana.

### Gli inizi della carriera da italiana
Seguita da Riccardo Pisani (già tecnico del primatista italiano dei 400 m Andrea Barberi) riprende l'attività agonistica allenandosi a Tivoli, allo stadio Olindo Galli e gareggiando per il gruppo sportivo del CUS Cagliari. Nel giugno 2008 stabilisce sulla pista dello stadio Luigi Ridolfi di Firenze il nuovo record italiano dei 400 m con il tempo di 51"05, migliorando così di 13 centesimi il precedente record detenuto dal 2006 da Daniela Reina con 51"18.
Nel luglio dello stesso anno, la IAAF autorizza la partecipazione della Grenot alle Olimpiadi cinesi di Pechino per l'Italia. Il 16 agosto, nel corso delle batterie dei 400 m alle Olimpiadi, migliora ulteriormente il record italiano con il tempo di 50"87, diventando la prima donna italiana a scendere sotto il muro dei 51" nei 400 m. Il giorno successivo, in occasione delle semifinali, migliora nuovamente il proprio record portandolo a 50"83, ma nonostante l'ottimo tempo non riesce a qualificarsi per la finale.
Nel 2008 ottiene il doppio tesseramento, oltre che con il CUS Cagliari, anche con le Fiamme Gialle. Il 20 luglio dello stesso anno a Cagliari diventa vicecampionessa italiana assoluta sui 200 metri piani.

### I trionfi del 2009
Il 2 luglio del 2009 ai XVI Giochi del Mediterraneo di Pescara conquista la medaglia d'oro sui 400 m migliorando di oltre mezzo secondo il record nazionale con il tempo di 50"30. Il 2 agosto vince il suo primo titolo italiano assoluto sui 400 m a Milano.
Il 16 agosto ai Mondiali di Berlino arriva fino alle semifinali dei 400 m dove con il tempo di 50"85 manca di poco l'ingresso nella finalissima e con la 4x400 m esce in batteria. Ai Mondiali militari di Sofia in Bulgaria invece vince il titolo iridato sui 400 m.

### 2010-2013: le partecipazioni alle più importanti competizioni internazionali
Nel 2010 conquista il secondo titolo assoluto sui 400 m a Grosseto. Poi prende parte agli Europei di Barcellona. Sfiora il podio della gara dei 400 m, terminando la finale al quarto posto con il suo primato stagionale di 50"43, dietro alle russe Tat'jana Firova, Kseniya Ustalova e Antonina Krivoshapka ma a seguito della squalifica per doping della Firova conquista la medaglia di bronzo. Il 1º agosto giunge quarta anche con la staffetta 4x400 m (composta da Chiara Bazzoni, Maria Enrica Spacca, Marta Milani e la stessa Grenot), stabilendo in 3'25"71 il nuovo record italiano di specialità.
Sul finale di stagione prende parte alla prima edizione della Coppa continentale a Spalato in Croazia gareggiando sia nei 400 m, dove conclude sesta, che nella staffetta 4×400 metri, conquistando l'argento.
Nel 2011 a Torino diventa vicecampionessa assoluta italiana sui 400 m, sulla stessa distanza arriva quarta ai Giochi mondiali militari di Rio de Janeiro in Brasile e poi partecipa ai Mondiali di Taegu in Corea del Sud non superando la batteria con la 4x400 m.
Dalla fine del 2011 si allena in Florida (U.S.A.) seguita dal tecnico statunitense Loren Seagrave.
Nel 2012 vince il titolo italiano assoluto sui 200 m a Bressanone; poi gareggia agli Europei di Helsinki in Finlandia: finisce sesta nei 400 m ed esce in batteria con la 4x400 m; infine partecipa alle Olimpiadi di Londra in Gran Bretagna: si ferma in semifinale nei 400 m e non supera la batteria con la 4x400 m.
Nel 2013 gareggia ai Giochi del Mediterraneo di Mersin in Turchia vincendo l'argento sui 200 m; poi ai Mondiali di Mosca in Russia  non supera la semifinale dei 400 per un soffio e stabilisce l'8º tempo complessivo di qualifica e invece con la 4x400 m viene squalificata in finale.

### Il quarto titolo assoluto sui 400 metri, l'oro agli Europei ed il ritiro
Il 19 luglio del 2014 conquista a Rovereto il suo terzo titolo italiano assoluto sui 400 m. A livello internazionale partecipa alla seconda edizione della Coppa continentale a Marrakech in Marocco vincendo due medaglie: bronzo sui 400 m e argento con la 4x400 m.
Il 25 maggio gareggia a Nassau nelle isole Bahamas alla prima edizione delle IAAF World Relays terminando in sesta posizione con la 4x400 m.
Il 15 agosto 2014 in occasione degli Europei, diventa campionessa europea dei 400 m a Zurigo in Svizzera conquistando la medaglia d'oro con il tempo di 51"10, mentre con la staffetta 4x400 m giunge al settimo posto.
2015, alle IAAF World Relays a Nassau nelle isole Bahamas, termina al nono posto in classifica; viene però squalificata perché l'ultima frazionista, Maria Benedicta Chigbolu a pochi metri dall'arrivo cade, perde il testimone e taglia il traguardo senza.
Terzo posto sui 400 m e quarta con la staffetta 4x400 m all'Europeo per nazioni di Čeboksary in Russia.
Titolo italiano assoluto sui 400 m e pur essendo iscritta, non ha gareggiato sui 200 m. Ai Mondiali cinesi di Pechino è uscita in semifinale sui 400 m e non ha gareggiato per infortunio con la staffetta 4x400 m.
Nel 2019 le vengono assegnate le medaglie di bronzo degli europei di Barcellona 2010, sia nei 400 m piani sia nella staffetta 4×400 m (prove inizialmente chiuse al 4º posto), in seguito della squalifica della russa Tat'jana Firova.
Ad aprile dello stesso anno, in un'intervista rilasciata alla Gazzetta dello Sport, ha dichiarato di essere incinta e di ritirarsi dal mondo agonistico.

## Curiosità
- Da quando nel 2008 ha iniziato a gareggiare da italiana, non ha mai partecipato sui 400 m né agli assoluti indoor né agli universitari pur essendo tesserata con il CUS Cagliari sin dal 2008.
- Sempre sui 400 m, in ambito internazionale non ha mai partecipato a livello seniores indoor né ai Campionati Europei né a quelli Mondiali.
- Detiene 20 dei primi 21 migliori crono di tutti i tempi italiani sui 400 m (l'unica altra atleta inserita in tale classifica è Daniela Reina) e fa anche parte di 6 delle 10 prime staffette italiane più veloci di sempre sulla 4x400 m.
- Dal 2009 ad oggi ha partecipato a tutte e 6 le edizioni degli Europei a squadre ottenendo i seguenti risultati: vittoria sui 400 m e secondo posto con la 4x400 m (2009), quarta sui 400 m settima con la 4x400 m (2010), sesta con la 4x400 m (2011), quarta sia sui 200 che con la 4x400 m (2013), quarta sui 400 m e sesta con la 4x400 m (2014), terza nei 400 m e quarta con la 4x400 m (2015).

## Record nazionali

### Seniores
- 400 metri piani: 50"30 ( Pescara, 2 luglio 2009)[20]
- 500 metri piani: 1'08"26 ( Latina, 1º maggio 2009)[20]
- Staffetta 4×400 metri: 3'25"16 ( Rio de Janeiro, 20 agosto 2016) (Maria Benedicta Chigbolu, Maria Enrica Spacca, Ayomide Folorunso, Libania Grenot)[20]

## Progressione

### 200 metri piani
| Stagione | Tempo | Luogo        | Data      | Rank. Mond. |
| -------- | ----- | ------------ | --------- | ----------- |
| 2018     | 23"28 | Clermont     | 28-4-2018 |             |
| 2017     | 23"60 | Saint-Martin | 13-5-2017 |             |
| 2016     | 22"56 | Tampa        | 27-5-2016 | 74ª         |
| 2015     | 23"10 | Saint-Martin | 9-5-2015  |             |
| 2013     | 23"20 | Mersin       | 26-6-2013 |             |
| 2012     | 22"85 | Padova       | 2-9-2012  | 54ª         |
| 2011     | 23"59 | Sulmona      | 25-9-2011 | 235ª        |
| 2011     | 23"59 | Rovereto     | 13-9-2011 | 235ª        |
| 2009     | 22"93 | Rieti        | 17-5-2009 | 44ª         |
| 2008     | 23"33 | Oristano     | 18-5-2008 | 137ª        |
| 2005     | 24"09 | Soria        | 27-7-2005 | 490ª        |
| 2004     | 23"68 | L'Avana      | 24-4-2004 | 260ª        |
| 2001     | 24"71 | Rivas        | 27-6-2001 |             |
| 2000     | 24"81 | Medellín     | 13-5-2000 |             |

### 400 metri piani
| Stagione | Tempo | Luogo      | Data      | Rank. Mond. |
| -------- | ----- | ---------- | --------- | ----------- |
| 2018     | 51"32 | Tarragona  | 28-6-2018 |             |
| 2016     | 50"43 | Amsterdam  | 7-7-2016  |             |
| 2015     | 51"07 | Montecarlo | 17-7-2015 |             |
| 2014     | 50"55 | Rovereto   | 19-7-2014 | 10ª         |
| 2013     | 50"47 | Mosca      | 11-8-2013 | 12ª         |
| 2012     | 50"55 | Budapest   | 20-8-2012 | 17ª         |
| 2011     | 52"17 | Rieti      | 10-9-2011 | 81ª         |
| 2010     | 50"43 | Barcellona | 30-7-2010 | 10ª         |
| 2009     | 50"30 | Pescara    | 2-7-2009  | 11ª         |
| 2008     | 50"83 | Pechino    | 17-8-2008 | 19ª         |
| 2007     | 54"21 | Caorle     | 29-9-2007 | 434ª        |
| 2005     | 51"53 | Nassau     | 10-7-2005 | 52ª         |
| 2004     | 51"68 | L'Avana    | 20-2-2004 | 67ª         |
| 2003     | 52"20 | L'Avana    | 28-5-2003 | 81ª         |
| 2002     | 53"34 | Xalapa     | 29-6-2002 | 202ª        |
| 2001     | 52"91 | L'Avana    | 25-5-2001 | 137ª        |
| 2000     | 53"79 | Camagüey   | 10-3-2000 | 301ª        |
| 1999     | 53"87 | L'Avana    | 18-5-1999 |             |
| 1998     | 54"84 | Santiago   | 15-7-1998 |             |

## Palmarès
| Anno                           | Manifestazione           | Sede           | Evento      | Risultato  | Prestazione | Note                                     |
| ------------------------------ | ------------------------ | -------------- | ----------- | ---------- | ----------- | ---------------------------------------- |
| In rappresentanza di Cuba      |                          |                |             |            |             |                                          |
| 1999                           | Mondiali allievi         | Bydgoszcz      | 400 m piani | 5ª         | 54"43       | [ 21 ]                                   |
| 1999                           | Mondiali allievi         | Bydgoszcz      | Svedese     | Batteria   | dns         | [ 22 ]                                   |
| 2001                           | Mondiali                 | Edmonton       | 4×400 m     | Batteria   | 3'28"68     | [ 23 ]                                   |
| 2003                           | Giochi panamericani      | Santo Domingo  | 400 m piani | 4ª         | 52"23       | [ 24 ]                                   |
| 2003                           | Giochi panamericani      | Santo Domingo  | 4×400 m     | 5ª         | 3'28"79     | [ 25 ]                                   |
| 2005                           | Campionati CAC           | Nassau         | 400 m piani | Bronzo     | 51"53       | [ 26 ]                                   |
| 2005                           | Campionati CAC           | Nassau         | 4×400 m     | Bronzo     | 3'33"85     | [ 27 ]                                   |
| 2005                           | Mondiali                 | Helsinki       | 400 m piani | Batteria   | 53"05       | [ 28 ]                                   |
| In rappresentanza dell' Italia |                          |                |             |            |             |                                          |
| 2008                           | Giochi olimpici          | Pechino        | 400 m piani | Semifinale | 50"83       | [ 29 ]                                   |
| 2009                           | Mondiali militari        | Sofia          | 400 m piani | Oro        | 51"29       | [ 30 ]                                   |
| 2009                           | Giochi del Mediterraneo  | Pescara        | 400 m piani | Oro        | 50"30       | [ 31 ]                                   |
| 2009                           | Mondiali                 | Berlino        | 400 m piani | Semifinale | 50"85       | [ 12 ]                                   |
| 2009                           | Mondiali                 | Berlino        | 4×400 m     | Batteria   | 3'31"05     | [ 32 ]                                   |
| 2010                           | Europei                  | Barcellona     | 400 m piani | Bronzo     | 50"43       | [ 13 ]                                   |
| 2010                           | Europei                  | Barcellona     | 4×400 m     | Bronzo     | 3'25"71     | [ 33 ]                                   |
| 2011                           | Giochi mondiali militari | Rio de Janeiro | 400 m piani | 4ª         | 52”43       | [ 34 ]                                   |
| 2011                           | Mondiali                 | Taegu          | 4×400 m     | Batteria   | 3'26"48     | [ 35 ]                                   |
| 2012                           | Europei                  | Helsinki       | 400 m piani | 6ª         | 52"57       | [ 36 ]                                   |
| 2012                           | Europei                  | Helsinki       | 4×400 m     | Batteria   | 3'31"64     | [ 37 ]                                   |
| 2012                           | Giochi olimpici          | Londra         | 400 m piani | Semifinale | 51"18       | [ 38 ]                                   |
| 2012                           | Giochi olimpici          | Londra         | 4×400 m     | Batteria   | 3'29"01     | [ 39 ]                                   |
| 2013                           | Giochi del Mediterraneo  | Mersin         | 200 m piani | Argento    | 23"20       | [ 40 ]                                   |
| 2013                           | Mondiali                 | Mosca          | 400 m piani | Semifinale | 50"47       | [ 41 ]                                   |
| 2013                           | Mondiali                 | Mosca          | 4×400 m     | Finale     | dq          | [ 42 ] [ 43 ]                            |
| 2014                           | World Relays             | Nassau         | 4×400 m     | 6ª         | 3'27"44     | [ 44 ]                                   |
| 2014                           | Europei                  | Zurigo         | 400 m piani | Oro        | 51"10       | [ 45 ]                                   |
| 2014                           | Europei                  | Zurigo         | 4×400 m     | 7ª         | 3'28"30     | [ 46 ]                                   |
| 2015                           | World Relays             | Nassau         | 4×400 m     | Batteria   | dq          | [ 16 ]                                   |
| 2015                           | Mondiali                 | Pechino        | 400 m piani | Semifinale | 51"14       | [ 47 ]                                   |
| 2016                           | Europei                  | Amsterdam      | 400 m piani | Oro        | 50"73       |                                          |
| 2016                           | Europei                  | Amsterdam      | 4×400 m     | Bronzo     | 3'27"49     | Miglior prestazione personale stagionale |
| 2016                           | Giochi olimpici          | Rio de Janeiro | 400 m piani | 8ª         | 51"25       |                                          |
| 2016                           | Giochi olimpici          | Rio de Janeiro | 4×400 m     | 6ª         | 3'27"05     |                                          |
| 2017                           | World Relays             | Nassau         | 4×100 m     | Batteria   | dq          |                                          |
| 2017                           | Mondiali                 | Londra         | 4×400 m     | Batteria   | 3'27"81     | Miglior prestazione personale stagionale |
| 2018                           | Giochi del Mediterraneo  | Tarragona      | 400 m piani | Argento    | 51"32       | Miglior prestazione personale stagionale |
| 2018                           | Giochi del Mediterraneo  | Tarragona      | 4×400 m     | Oro        | 3'28"08     | Record dei Giochi                        |
| 2018                           | Europei                  | Berlino        | 400 m piani | Semifinale | 51"54       |                                          |
| 2018                           | Europei                  | Berlino        | 4×400 m     | 5ª         | 3'28"62     |                                          |

## Campionati nazionali
- 1 volta campionessa italiana assoluta dei 200 metri piani (2012)
- 5 volte campionessa italiana assoluta dei 400 metri piani (2009, 2010, 2014, 2015, 2016)
- 2 volte campionessa cubana assoluta dei 400 metri piani (2003, 2005)

2001
- Argento ai campionati cubani (L'Avana), 400 m piani - 52"91[48]

2002
- Bronzo ai campionati cubani (L'Avana), 400 m piani - 54"40[49]

2003
- Oro ai campionati cubani (L'Avana), 400 m piani - 52"79[50]

2004
- Argento all'Olimpiade nazionale (L'Avana), 200 m piani - 23"68[51]
- Oro all'Olimpiade nazionale (L'Avana), 400 m piani - 51"70[51]

2005
- Oro ai campionati cubani (L'Avana), 400 m piani - 52"43[52]

2008
- ai campionati italiani assoluti (Cagliari), 200 m piani - 23"45[53]

2009
- ai campionati italiani assoluti (Milano), 400 m piani - 51"52[54]

2010
- ai campionati italiani assoluti (Grosseto), 400 m piani - 51"14[55]

2011
- ai campionati italiani assoluti (Torino), 400 m piani - 52"32[56]

2012
- ai campionati italiani assoluti, (Bressanone) 200 m piani - 22"91[57]

2014
- ai campionati italiani assoluti (Rovereto) 400 m piani - 50"55[58]

2015
- ai campionati italiani assoluti (Torino), 400 m piani - 51"47[59]

## Altre competizioni internazionali
2004
- 1ª al Grand Prix de Atletismo Banamex ( Città del Messico), 400 m piani - 51"82[60]

2008
- 8ª al Golden Gala ( Roma), 400 m piani - 51"81[61]

2009
- Oro agli Europei a squadre ( Leiria), 400 m piani - 51"16[62]
- Argento agli Europei a squadre ( Leiria), 4×400 m - 3'28"77[63]

2010
- 4ª agli Europei a squadre ( Bergen), 400 m piani - 52"97[64]
- 7ª agli Europei a squadre ( Bergen), 4×400 m - 3'31"16[65]
- 6ª in Coppa continentale ( Spalato), 400 m piani - 51"74[66]
- Argento in Coppa continentale ( Spalato), 4×400 m - 3'26"58[67]

2011
- 6ª agli Europei a squadre ( Stoccolma), 4×400 m - 3'30"11[68]

2013
- 4ª agli Europei a squadre ( Gateshead), 200 m piani - 23"29[69]
- 4ª agli Europei a squadre ( Gateshead), 400 m piani - 51"84[70]

2014
- 4ª agli Europei a squadre ( Braunschweig), 400 m piani - 52"46[71]
- 6ª agli Europei a squadre ( Braunschweig), 4×400 m - 3'30"17[72]
- Bronzo in Coppa continentale ( Marrakech), 400 m piani - 50"60[73]
- Argento in Coppa continentale ( Marrakech), 4×400 m - 3'24"12[74]

2015
- Bronzo agli Europei a squadre ( Čeboksary), 400 m piani - 51"82[75]
- 4ª agli Europei a squadre ( Čeboksary), 4×400 m - 3'29"83[75]

2016
- Bronzo al Bauhaus-Galan ( Stoccolma), 400 m piani - 52"62